# Mohrenstein
Mohrenstein ist ein Gemeindeteil von Störnstein im Landkreis Neustadt an der Waldnaab des bayerischen Regierungsbezirks Oberpfalz.

## Geographische Lage
Die Einöde Mohrenstein liegt auf dem Westufer der Floß am Fuß eines 463 m hohen Bergsporns. Auf dem Bergsporn befindet sich die Burg Marnstein.
Mohrenstein ist 2 km von Störnstein entfernt und kann nur über eine kleine Stichstraße erreicht werden.

## Name
Der Name Mohrenstein kommt von Marnstein, das mundartlich wie Mohrenstein gesprochen wird.
Weitere Schreibweisen von Mohrenstein sind „Marnstein“ (1285), „Morenstain“ (1326), „Mornstain“ (1580, 1598).

## Geschichte

### 13. bis 15. Jahrhundert
Der Wittelsbacher Ludwig der Strenge kaufte 1262 die Herrschaft Störnstein von Ulrich Stör und vereinigte sie mit der Herrschaft Neustadt zur Herrschaft Störnstein-Neustadt. Das Geschlecht der Störe war eine Zweiglinie der Herren von Murach, die  mit den Ortenburgern verbunden waren. Dieser Kauf war ein Versuch der Wittelsbacher, den Einfluss der Ortenburger in der Oberpfalz zu mindern. Das Salbuch Ludwigs des Strengen aus dem Jahr 1283 verzeichnete Mohrenstein mit 3 Höfen und einer Mühle als zur Herrschaft Störnstein gehörend.
Mohrenstein wurde in den Urbaren der Jahre 1285 und 1326 verzeichnet.
Seit dem 13. Jahrhundert gehörten die Landsassengüter Püchersreuth und Mohrenstein gemeinsam zum landesherrlichen Besitz der Herrschaft und des Amtes Störnstein.
Zunächst war Mohrenstein bedeutender, aber seit dem 14. Jahrhundert nahm Püchersreuth an Bedeutung zu.
Im 14. Jahrhundert war Püchersreuth leuchtenbergisches Lehen und Mohrenstein Mannlehen der Krone Böhmens.

### 16. und 17. Jahrhundert
Seit Beginn des 16. Jahrhunderts war das Landsassengut Mohrenstein zusammen mit Püchersreuth im Besitz von Hans von Floß und danach von Gabriel von Floß.
Nach dem Tod von Gabriel von Floß am 19. Januar 1561 wurde dessen Sohn Hans von Floß Grundbesitzer und übernahm auch das böhmische Kronlehen Mohrenstein.
Paulus von Floß übernahm nach dem Tod von Hans von Floß dessen Eigentum im Jahr 1572.
Er wurde im Salbuch von 1580 als Besitzer von Mohrenstein genannt.
Mohrenstein wurde mit einer Mannschaft und einer Mühle verzeichnet.
Im Salbuch von 1598 wurden die Brüder Paul und Hans Gabriel von Floß als Inhaber von Mohrenstein angegeben. Zu dieser Zeit wurde Mohrenstein als öde bezeichnet, war aber mit seinen zugehörigen Liegenschaften immer noch Mannlehen der Krone Böhmens.
1598 kaufte Christoph von Brand den verschuldeten Besitz Püchersreuth-Mohrenstein. Er wurde 1602 mit dem böhmischen Kronlehen Mohrenstein belehnt.
1613 starb Christoph von Brand an der Pest und hinterließ keine Erben.
Sein Besitz Püchersreuth-Mohrenstein ging durch Kauf an Christoph Portner von Theuern. Dabei fiel das böhmische Kronlehen Mohrenstein an die Krone Böhmens heim.
1616 wurde Mohrenstein vom Landsassengut Püchersreuth abgetrennt.
Um Mohrenstein für die böhmische Krone zu erhalten, wurde es 1616 an den churpfälzischen Rat in Prag Leander Rüppel verliehen. 1620 verlor der Winterkönig in der Schlacht am Weißen Berg. Beim folgenden Blutgericht 1621 wurde Leander Rüppel in Prag auf dem Altstädter Ring mit dem Schwert hingerichtet und sein Besitz konfisziert.
Danach war das böhmische Kronlehen Mohrenstein einige Jahre vakant.
1630 wurde Christoph Philipp von Sazenhofen mit Mohrenstein belehnt.
Als dieser 1631 starb, hinterließ er seinen Besitz seinem Sohn Thomas Wilhelm von Sazenhofen, der ebenfalls mit Mohrenstein belehnt wurde.
Thomas Wilhelm von Sazenhofen verkaufte den Besitz Püchersreuth-Mohrenstein an Hans Gottfried Hundt. Mit dem böhmische Kronlehen Mohrenstein gab es dabei Schwierigkeiten und es fiel schließlich an die böhmische Krone heim.

### 18. Jahrhundert bis heute
Die Familie Hundt behielt den Besitz bis 1748. Dann verkaufte sie ihn an Johann Wilhelm Teuffel von Birkensee, der auch mit Mohrenstein belehnt wurde. 1753, nach dem Tod von Johann Wilhelm, belehnte Kaiserin Maria Theresia dessen 7 Söhne mit Mohrenstein. Noch in demselben Jahr erteilte sie ihnen die Erlaubnis zum Verkauf. Sie verkauften es an Joseph Ernst Freiherr von Podewils, der ebenfalls mit Mohrenstein belehnt wurde.
1792 wurde Georg von Jaquet als Eigentümer von Mohrensstein aufgeführt. Mohrenstein war Edelmannsitz mit einer Mühle. Um 1800 hatte Mohrenstein 1 Haus und 10 Einwohner. Es war königlich böhmisches Lehen und die Mühle war ein Allodium.
Mohrenstein gehörte zum Anfang des 19. Jahrhunderts gegründeten Steuerdistrikt Störnstein. Störnstein war unmittelbare Landgemeinde. Zur Gemeinde Störnstein gehörten Irlmühle, Mohrenstein, Polier und Störnstein.

## Einwohnerentwicklung in Mohrenstein ab 1817
| Jahr | Einwohner | Gebäude |
| ---- | --------- | ------- |
| 1817 | 16        | 2       |
| 1838 | 14        | 2       |
| 1871 | 15        | 8       |
| 1885 | 13        | 1       |
| 1900 | 10        | 2       |
| 1913 | 0         | 1       |

| Jahr | Einwohner | Gebäude |
| ---- | --------- | ------- |
| 1925 | 7         | 2       |
| 1950 | 10        | 2       |
| 1961 | 8         | 1       |
| 1970 | 7         | k. A.   |
| 1987 | 6         | 1       |
| 2011 | 5         | k. A.   |